# Phenacoccus balachowskyi
Phenacoccus balachowskyi är en insektsart som beskrevs av Savescu 1984. Phenacoccus balachowskyi ingår i släktet Phenacoccus och familjen ullsköldlöss.
Artens utbredningsområde är Rumänien. Inga underarter finns listade i Catalogue of Life.